# Выборы главы Республики Алтай (2024)
Выборы Главы Республики Алтай состоятся в Республике Алтай с 6 по 8 сентября 2024 года в единый день голосования, одновременно с выборами в Государственное собрание Республики Алтай.

## Предыстория
20 марта 2019 года временно исполняющим обязанности главы Республики Алтай был назначен сотрудник аппарата Правительства Российской Федерации и председатель совета директоров ГЛОНАСС Олег Хорохордин, сменив ушедшего по собственному желанию в отставку Александра Бердникова, который занимал пост главы региона три срока подряд. На выборах главы Республики Алтай 2019 года Хорохордин был выдвинут «Единой Россией» и по итогу победил на них, набрав 58,82 % голосов избирателей, обойдя депутата Государственного собрания Республики Алтай от КПРФ Виктора Ромашкина на 27 %. Политические эксперты считали данные выборы весьма конкурентными, и даже рассматривали возможность второго тура.
Вскоре, неэффективное управление регионом и публичные конфликты с алтайской элитой привели к предположениям о возможной отставке Хорохордина, которые ещё больше усилились в начале июня 2024 года. В это же время появились слухи о возможном назначении первого заместителя председателя Совета Федерации и секретаря Генерального совета партии «Единая Россия» Андрея Турчака главой Республики Алтай, что было расценено частью политологов как «понижение в должности». 4 июня Хорохордин объявил о своей отставке, а президент России Владимир Путин во время видеоконференции с Турчаком предложил ему должность исполняющего обязанности главы Республики Алтай, на что Турчак согласился.

## Кандидаты
| Кандидат | Кандидат                         | Деятельность/должность (на момент выдвижения)                                                         | Субъект выдвижения                  | Статус                               | Кандидаты в Совет Федерации |
| -------- | -------------------------------- | --- | ----------------------------------- | ------------------------------------ | --- |
|          | Пётр Витальевич Букач            | депутат Государственного Собрания — Эл Курултай Республики Алтай, директор ООО «Экспертпроектстрой»   | КПРФ                                | утратил статус выдвинутого кандидата | — |
|          | Олег Иванович Добрынин           | депутат Государственного Собрания — Эл Курултай Республики Алтай                                      | «Родина»                            | зарегистрирован                      | |
|          | Александр Александрович Кириллов | заместитель директора ООО «Центр оценки и консалтинга»                                                | ЛДПР                                | зарегистрирован                      | |
|          | Александр Владимирович Климов    | директор ООО Торговый казачий дом «Станичный»                                                         | Казачья партия Российской Федерации | отказ в регистрации                  | — |
|          | Владимир Александрович Косов     | охранный стрелок филиала ФГУП «Охрана» Росгвардии по Алтайскому краю                                  | «Зелёная альтернатива»              | отказ в регистрации                  | — |
|          | Сергей Владимирович Кухтуеков    | депутат Государственного Собрания — Эл Курултай Республики Алтай, директор ООО «Ателье Мебели»        | «Гражданская инициатива»            | утратил статус выдвинутого кандидата | — |
|          | Василий Николаевич Толмачёв      | водитель автомобиля Исправительной колонии № 1 отдела ФСИН по Республике Алтай                        | «Гражданская сила»                  | утратил статус выдвинутого кандидата | — |
|          | Андрей Анатольевич Турчак        | временно исполняющий обязанности Главы Республики Алтай — Председателя Правительства Республики Алтай | «Единая Россия»                     | зарегистрирован                      | - Амыр Аргамаков, участник военных операций в Сирии и на Украине, Герой России - Татьяна Гигель, действующий сенатор от Государственного Собрания Республики Алтай - Эжер Малчинов, председатель Контрольно-счётной палаты Республики Алтай |

## Результаты
| Место                       | Место                       | Кандидат                    | Голосов | %        |
| --------------------------- | --------------------------- | --------------------------- | ------- | -------- |
|                             | 1.                          | Андрей Турчак               | 55 507  | 74,09 %  |
|                             | 2.                          | Александр Кириллов          | 7506    | 10,02 %  |
|                             | 3.                          | Олег Добрынин               | 4724    | 6,31 %   |
| Действительных бюллетеней   | Действительных бюллетеней   | Действительных бюллетеней   | 67 737  | 90,41 %  |
| Недействительных бюллетеней | Недействительных бюллетеней | Недействительных бюллетеней | 7186    | 9,59 %   |
| Явка                        | Явка                        | Явка                        | 74 924  | 100,00 % |
| Общее число избирателей     | Общее число избирателей     | Общее число избирателей     | 164 122 |          |